# Vitögd flodsvala
Vitögd flodsvala (Pseudochelidon sirintarae) är en fågel i familjen svalor inom ordningen tättingar. Den utgör tillsammans med afrikansk flodsvala underfamiljen flodsvalor (Pseudochelidoninae). Vitögd flodsvala beskrevs först 1968 av den thailändska ornitologen Kitti Thonglongya, som gav den sitt nuvarande vetenskapliga namn. Den har bara observerats ett fåtal gånger vintertid vid en sjö i centrala Thailand. Senaste säkra observationen skedde 1980, och den befaras vara utdöd. 

## Utseende

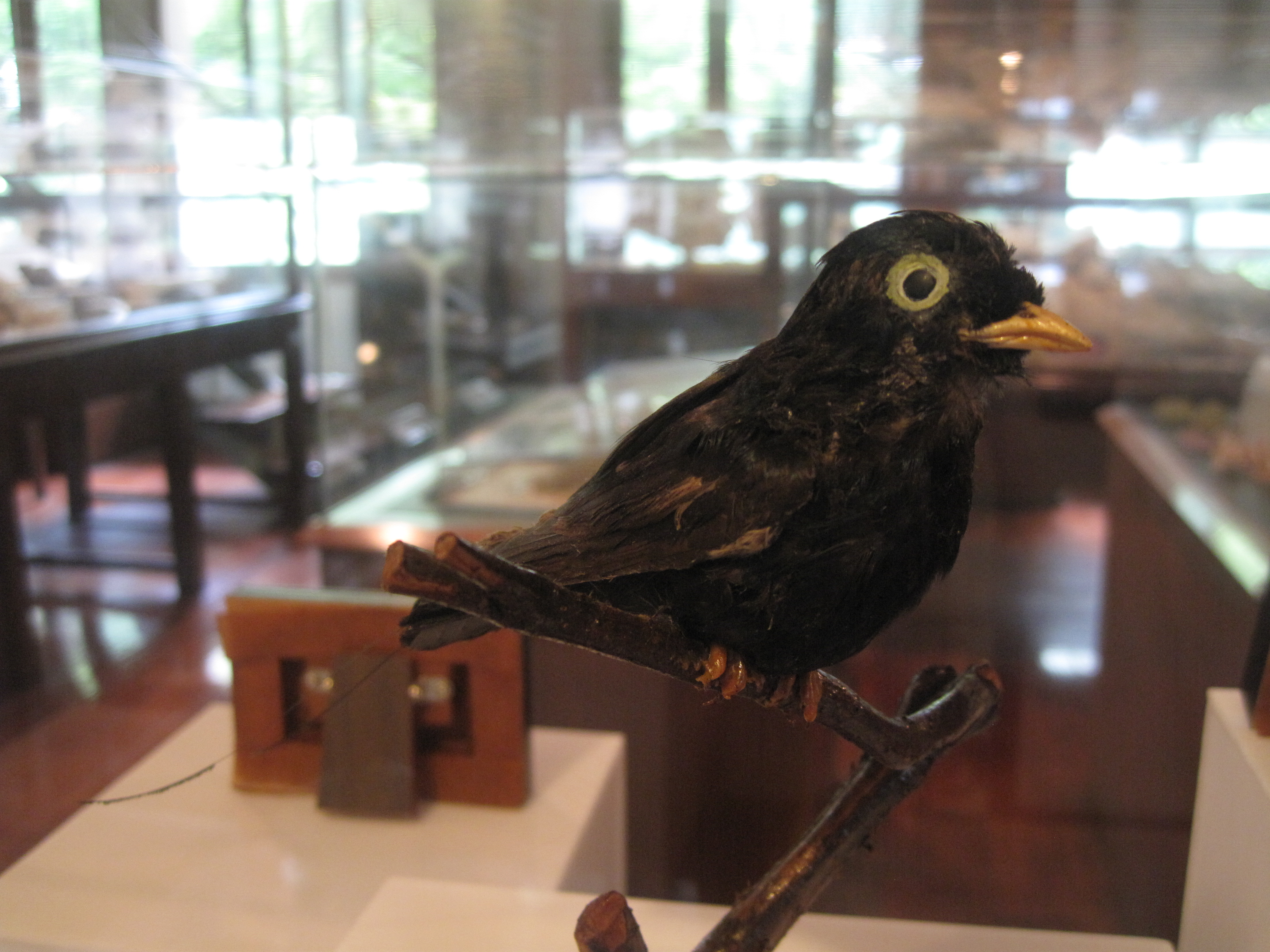
Specimen på Naturhistoriska museet vid Chulalongkorn University.

Vitögd flodsvala mäter cirka 15 cm vilket inte omfattar de förlängda stjärtfjädrarna. Den har en tydliga vit ring runt ögat och till skillnad från andra svalor har flodsvalorna en kraftig och stor gul näbb och kraftiga tarser. Som adult har den två, minst 9 cm långa, förlängda stjärtfjädrar. Fjäderdräkten är mörk, både på ovansidan och undersidan. Kroppen skimrar i grönt och huvudet i blått och den har ett ljust band på övergumpen ungefär där vingens bakkant möter kroppen. Vingarna är mörkt brungrå. Som juvenil saknar den stjärtspröten, är brun med ljusare haka.

## Utbredning och status
Vitögd flodsvala upptäcktes av den thailändska ornitologen Kitti Thonglongya, som 1968 fick nio specimen infångade i nät för en studie av flyttfåglar vid en övernattningslokal i ett vassområde vid Thailands största sötvattensjö, Bueng Boraphet i provinsen Nakhon Sawan. I det vilda observerades den första gången av ornitologer på samma vinterlokal 1977. Arten har bara observerats vid denna sjö, och alltid under månaderna  november och februari.

## Ekologi
Eftersom dess häckningsområde är okänt så finns det ingen kunskap om dess häckningsekologi, men då dess närmsta släkting, den afrikansk flodsvalan, häckar i utgrävda gångar i flodbanker så har det föreslagits att även vitögd flodsvala kan häcka på detta sätt. Studier av skillnader i fötterna hos de båda arterna indikerar dock att det inte behöver vara på det viset.. Förmodligen häckar den innan monsunen i april eller maj. Vintertid övernattar den, tillsammans med ladusvalor i vassbälten.
Likt andra svalor så lever den vitögda flodsvalan av insekter, även skalbaggar, som fångas när fågel flyger. Utifrån näbbens storlek och ovanliga form så kan den mycket väl ta mycket större byten än andra svalor. Den verkar, likt sin afrikanska släkting, sällan sätta sig på trädgrenar, linor och liknande. Detta, tillsammans med utformningen av tarsen och det faktum att ett av de första specimenten hade lera på sina tår indikerar att arten kan vara ganska markbunden, till skillnad från många andra svalor.
Arten har också ovanligt stora ögon vilket kan indikera att den är nattaktiv, eller ivarjefall skymningsaktiv, vilket skulle kunna förklara varför den inte observerades av vetenskapen förrän 1968.

## Status
Senaste säkra observationerna av vitögd flodsvala skedde i Thailand 1972, 1977 och 1980. Det finns även en obekräftad observation i Thailand 1986. Troligen är vitögd flodsvala utdöd men IUCN kategoriserar den fortfarande som akut hotad (CR).